# أتش 264
أتش 264 (بالإنجليزية: H.264)‏ وهو معيار لضغط بيانات الصوت والصورة وهو يعدل إم بي إي جي 4 إي في سي (MPEG-4 AVC) أو الجزء العاشر (MPEG-4 part 10). وإن أتش 264 وإم بي إي جي 4 الجزء العاشر يتم الحفاظ عليهما ليبقيان متشابهين في التركيبة التقنية. وتم تسليم آخر مسودة من النسخ الأولى لهذا المعيار في مارس 2003.

## نشأته
يعتبر معيار الفيديو AVC/H.264 من معايير أسرة H.26x التي حددها ITU-T. و يعد تطويره عملا مشترك بين الفريقين MPEG و VCEG اللذان ينتميان إلى المنظمتين ISO وITU-T بالترتيب. ولقد قام هذان الفريقان في السابق بعمل مشترك يتمثل في المعيار MPEG-2 أو H.262.
و يسمى هذا المعيار أحيانا JVT (فريق الفيديو المشترك) نسبة للفرقة التي قامت بتطويره.
و في إطار MPEG اُختير الرمز AVC (ترميز الفيديو المتقدم) قياسا على الترميز AAC للمعيار السمعي MPEG-2 جزء 7 الذي سُمّي كذلك لتمييزه عن التّرميز السمعي الشّهير MPEG-2 جزء 3 (MP3 ).

## أهداف وتطبيقات
في الأصل، أطلقت ITU-T المشروع H.26L في عام 1998 من أجل إيجاد تصميم جديدة للترميز يسمح باكتساب كفاءة لا تقل عن نسبة الضعف (2) مقارنة بالمعايير السابقة (MPEG-2، H.263 و MPEG-4 الجزء2). هذا بالإضافة إلى إنشاء واجهة بسيطة لبرنامج الترميزتسمح يتكيفه مع بروتوكولات النقل المختلفة. وقد تم تطوير برنامج الترميزبالحرص على محموليته على مختلف المنصات بتكلفة معقولة، ومعنى هذا، الأخذ بعين الاعتبار التقدم في صناعة أشباه الموصلات من ناحية التصميم والأساليب.
في عام 2001، كان المشروع H.26L قد حقق أهدافه من حيث نسبة الضغط كما بينته الاختبارات الذاتية للجودة التي أجرتها MPEG. وفي هذا الوقت قررت ITU- T و MPEG إنشاء فريق الفيديو المشترك (JVT) من أجل توحيد الترميز معا وتكييفه مع الاحتياجات المختلفة للصناعة (الهاتف المرئي، تقنية التدفق، التلفزيون، الهاتف النقال ). في الواقع، التطبيقات المستهدفة من قبل ITU- T تشمل التدفق المنخفض (الهاتف المرئي، الهاتف النقال)، و من أجل هذه التطبيقات تم تحسين H.26L، في حين أراد أعضاء MPEG التكيف مع التطبيقات الأخرى (التلفزيون، HD). أضيفت أدوات حسابية مثل خاصية التداخل وتم العمل على تخفيض التعقيد.
و بهذا يكون الترميز H.264/AVC مناسب لمجموعة واسعة من الشبكات والأنظمة (على سبيل المثال : للبث التلفزيوني، وتخزين HD DVD و Blue-Ray ، و تدفق RTP / IP ، و أنظمة هاتفية خاصة بITU -T) .
بعد الإصدار الأول من المعيار، وضعت JVT بعض التمديدات، والمعروفة باسم (Fidelity Range Extensions, FRExt). وتهدف هذه الملحقات لدعم دقة أكبرلعملية التكميم (إضافة ترميز 10 بت و 12 بت)، و تعريف أفضل للتلون (إضافة هياكل التكميم 4:2:2 و 4:4:4) وتسعى لتطبيقات مهنية (ستوديو) . كما تم اتخاذ العديد من الميزات الأخرى من أجل تحسين النوعية الذاتية في الشكل العالي الوضوح HD (بإضافة التحويل 8 × 8 بالإضافة إلى التحويل 4 × 4 الموجود أصلا، إضافة مصفوفات تكميم) أو من أجل تلبية احتياجات محددة (ترميزبدون ضياع، دعم فضاءات آخر للتلون) . تم الانتهاء من أعمال FRExt في يوليو 2004.
منذ نهاية تطوير النسخة الأصلية من المعيار في مايو 2003، وقد نشرت JVT أربعة إصدارات التي وافق عليها الاتحاد الدولي للاتصالات UIT-T و MPEG، متمثلة ب FRExt إضافة إلى تصحيحات.

## مميزاته
يتضمن AVC/H.264 العديد من التقنيات الجديدة التي سمحت بضغط الفيديو بأكبر فعالية مقارنة بالترميزات السابقة (H.261, MPEG-1, MPEG-2, MPEG-4 Part 2/ASP) ووفرت أكثر مرونة للتطبيقات في عدد كبير من بيئات شبكة الاتصال. تتضمن هذه الميزات الرئيسية:
- التنبؤ بين إطارات الفيديو أو التنبؤ الزمني (Inter-frame prediction).

تقنيات تقدير وتعويض الحركة يمكن أن تُؤدى باستعمال صور مرجعية متعددة مشفرة سابقا. اختيار الصورة المرجعية يحدث على مستوى الجزء من الصورة الذي يسمى ماكروقطعة (macroblock) و الأجزاء الفرعية وهي القطع.
وهذا يسمح باستخدام حتى 4 مراجع مختلفة لنفس الماكرو قطع. هذه الميزة بالذات عادة ما تسمح بتحسينات متواضعة، ولكن في أنواع معينة من المشاهد، مثل المشاهد ذات الومضات السريعة والمتكررة أو في مشاهد متكررة الظهور، فإنه حقا يقلل التدفق بنسبة كبيرة.
يمكن لتقنية تعويض الحركة استخدام 7 أحجام مختلفة من قطع الصورة (16×16، 16×8، 8×16, 8×8, 8×4، 4×8، 4×4) و هذا يسمح بتجزئة دقيقة جداً للمناطق المتحركة.
و تستعمل كذلك تقنية تعويض الحركة بدقة ربع-البكسل (بالنسبة لعينات الإستضواء) و ثمن-البكسل (بالنسبة لعينات التلون)، و هذا يسمح بوصف دقيق جداً لمناطق الحركة.
- تقنية التعويض الترجيحي للحركة باستخدام معاملات أوزان وتحولات الانسحاب التي تتيح للترميز بالحصول على تنبؤات تتكيف مع تغيير الإستضواء والتلون في المشهد الحالي. هذه المساهمة في التشفير مُكسبة خاصة بالنسبة للمشاهد مع التحولات المضافة أثناء التركيب (ومضات، تأثير التلاشي ).
- التنبؤ الداخلي أو التنبؤ المكاني (Intra-prédiction ) من أجل التنبأ الداخلي للقطعة يتم إستغلال القطع المجاورة.
- تكيَيف التحويلات المنفصلة:

استعمال تحويل الجيب التمام المنفصل الصحيح (Integer DCT) على القطع 4 × 4 بكسل. وبالنسبة لملحقات FRExt تحويل أضافي للقطع 8 × 8.
تحويل هادامار مطبق في المناطق المتجانسة للصورة (في حالة ترميز القطع بالأسلوب 16×16) أي على المعاملات (الإستضواء والتلون) ذات التردد المنخفض (DC) و هذا للحصول على ضغط أكبر.
- الترميز الانتروبي المتوفرفي معيار H.264 :

كاباك (CABAC:Context-adaptive binary arithmetic coding): هو ترميز حسابي وتقنية متطورة ومعقدة للترميز الانتروبي الذي يقدم نتائج ممتازة من حيث الضغط (غير متوفر في الترميز في شكله الأساسي والممتد).
في.ال.سي (VLC) وهو يشمل (CAVLC:Context-adaptive variable-length coding): هو نوع ترميزمتكيف من نوع هوفمان (Huffman) متغيرة الطول و (exponentiel-Golomb: Exp-Golomb).
- الترشيح المضاد لأثر القطع (deblocking filter) والذي يظهر خلال عملية الترميز عند معالجة القطع 4×4.
- أسلوبين للتداخل خلال ترمييز الصورة:

الترمييز التكيفي للصورة إطار- حقل (PicAFF) يتم الترميز بطريقة تقدمية (إطار واحد) أو باستعمال التداخل (حقلين)، و الترمييز التكيفي للقطع إطار- حقل (MBAFF) يتم بنفس مبدأ الترميز السابق (PicAFF) لكن على مستوى القطع 16×16 ويختلف إتجاه الترميز قليلا في حالة استعمال تداخل حقلين، حجم كل واحد منهما 16×8 ، حيث يتم ترميز سطر من كل حقل في نفس الوقت.
- طبقة تجريد الشبكة (NAL:Network abstraction layer) وهي تسمح باستخدام نفس البناء الجملي للترمييز الفيديو في العديد من بيئات الشبكات، وهذا يشمل خيارات مثل معلمات الوحدات التصويرية(SPS : Sequence parameter set) و (PPS : Picture parameter set) التي توفر المزيد من المتانة والمرونة مقارنة بالتصاميم السابقة .
- شرائح التحول ( SP و SI) من بين استعمالاتها السماح للترميز عند عملية الفك بالقفز من تدفق فيديو إلى اخر والحفاظ على المزامنة مع الصور في هذا المكان على الرغم من استخدام غيرها من الصور كمرجع من قبل.
- الترتيب المرن للقطع (FMO، Flexible macroblock ordering ) ، ويعرف أيضا باسم مجموعة الشرائح (slice groups) والترتيب العشوائي للشرائح (ASO : Arbitrary slice ordering) هي تقنيات لإعادة هيكلة ترتيب المناطق الأساسية للصورة. تستخدم عادة لتحسين مقاومة الأخطاء وضياع البيانات، وهذه التقنيات يمكن أن تستخدم أيضا لأغراض أخرى.
- تقسيم البيانات (DP : Data partitioning) يعطي إمكانية للفصل بين عناصر البناء الجملى للترمييز ذات أهمية أكبر أو أقل في حزم مختلفة للبيانات. وهذا يسمح بتطبيق متفاوت (UEP : Unequal error protection) لمستوى حماية الأخطاء استنادا إلى أهمية البيانات وبهذا يكون تحسين موثوقية تدفق الفيديو.
- شرائح زائدة (RS : Redundant slices) التي من شأنها تحسين مقاومة الأخطاء وضياع البيانات من خلال السماح للترميز لنقل نسخة إضافية من كل أو جزء من الصورة بأقل جودة، والتي يمكن استخدامها في حالة تلف أو فقد التدفق الرئيسي للفيديو.
- عملية ذاتية بسيطة للوقاية ضد الإنشاء الغير مقصود لرموز بداية خاطئة. رموز البداية هي تسلسل خاص للبت، يتم وضعه في البيانات مما يتيح الوصول العشوائي لتدفق البيانات وإعادة المزامنة في حالة الضياع المؤقت للتدفق.
- معلومات إضافية للتحسين (SEI : Supplemental enhancement information) و معلومات الحالة النوعية للفيديو(VUI : Video usability information) : هي معلومات إضافية التي يمكن إدراجها في التدفق لتحسين استخدامه في العديد من التطبيقات .
- صور مساعدة يمكن استخدامها لأغراض مثل عملية الاختلاط بقناة ألفا.
- ترقيم الصور يتيح إنشاء وحدة تصويرية فرعية تسمح بالتطوير الزماني من خلال إدراج اختياري لصور إضافية بين الصور الأخرى، فضلا عن الكشف وإخفاء فقدان صور بأكملها الذي يمكن أن يحدث في حالة ضياع حزم الشبكة أو حدوث خطأ خلال الإرسال.
- إن عد ترتيب الصور يحافظ على ترتيب الصور والصوت في الصورالتي تم فك ترميزها معزولة عن معلومات التوقيت وهذا يسمح للنظام بنقل والتحكم و/ أو تغيير معلومات التوقيت دون التأثير على محتوى الصور .

هذه من بين التقنيات التي ساعدت الترميز H.264 لتجاوز بشكل كبير المعايير السابقة، في العديد من الظروف وبيئات التطبيق. وبهذا يمكن ل H.264 الاشتغال أفضل بكثير من MPEG- 2 ، بنفس الجودة مع انخفاض معدل التدفق بمقدار النصف أو أكثر .

## تعريفاته
يتضمن المعيار مجموعات ذات ميزات خاصة، والتي تسمى الملفات أو التعريفات (Profile) ، يستهدف كل منها فئة معينة من التطبيقات:
- التعريف الأساسي (Baseline Profile ): يستخدم للتطبيقات المنخفضة التكلفة ذات الموارد المحدودة، ويستعمل هذا الملف على نطاق واسع من تطبيقات المحمول ومؤتمرات الفيديو.
- التعريف الرئيسي (Main Profile ) : يقصد أصلا لتطبيقات التخزين والإرسال.
- التعريف الممتد (Extended Profile ): يستخدم للبث، وهو يتميز بقدرته علي مقاومة فقدان البيانات وتغير التدفق.
- التعريف العالي الوضوح (High Profile ) :يستخدم للبث والتخزين على القرص، وهو معتمد في أقراص HD DVD و Blu-ray والتلفاز الرقمي العالي الوضوح.
- التعريف العالي الوضوح 10 (High 10 Profile ): هذا التعريف يتجاوز التطبيقات الاستهلاكية، ويستند على التعريف العالي ويتميز بإضافة 10 بت من الدقة لكل بكسل .
- التعريف العالي الوضوح 4:2:2 (High Profile 4:2:2 ) : وهو خاص بالتطبيقات المهنية، يعتمد على التعريف السابق ويضيف للتقدير4:2:2 دقة تصل إلى 10 بت لكل بكسل .
- التعريف العالي الوضوح 4:4:4 (High Profile 4: 4: 4 ) : ويستند على التعريف السابق ويضيف للتقدير 4:4:4 دقة تصل إلى 12 بت لكل بكسل والمزيد من الدعم لنمط بدون ضياع ذو كفاءة.